# USS New Jersey (BB-16)
«Нью-Джерсі» (англ. USS New Jersey (BB-16) — американський пре-дредноут, типу «Вірджинія» та перший корабель військово-морських сил США, названий на честь штату Нью-Джерсі.
«Нью-Джерсі» був закладений 3 травня 1902 року на верфі компанії Fore River Shipyard у Брейнтрі. 10 листопада 1904 року він був спущений на воду, а 12 травня 1906 року увійшов до складу ВМС США.

## Історія служби
Важливою місією «Нью-Джерсі» став похід Великого Білого флоту навколо світу, який розпочався з військово-морського огляду президента Теодора Рузвельта. Далекий похід Великого Білого флоту, що проходив з 16 грудня 1907 до 22 лютого 1909 року, замислювався як демонстрація американської військової могутності, для країн світу, зокрема, Японії.
6 серпня 1920 року «Нью-Джерсі» вивели зі складу військово-морських сил США. У вересні 1921 року авіаційною службою армії США на кораблі були проведені випробувальні бомбардування під керівництвом генерала Біллі Мітчелла. Разом з «Нью-Джерсі» у випробуваннях мали бути потоплені старі лінкори «Алабама» та «Вірджинія». 23 вересня розпочався перший етап випробувань і включав випробування з використанням хімічних бомб, а також сльозогінний газ та білий фосфор. Після цього були проведені чергові випробування: чотири бомбардувальники NBS-1 атакували кораблі із застосуванням 270-кг бомб з висоти 3 000 м. Потім лінкор атакували 910-кг та в наступний захід 500-кг авіаційними бомбами. Внаслідок проведених бомбардувань старий пре-дредноут перекинувся та за 24 хвилини затонув східніше мису Гаттерас.